# 沈珩
沈 珩（しん こう、生没年不詳）は、中国三国時代の呉の政治家・学者。字は仲山。揚州呉郡の人。

## 生涯
若いときから経書をはじめ学芸全般に通じ、なかでも『春秋左氏伝』と『国語』を善くした。西曹掾に任じられた。
黄初2年（221年）、魏は孫権の太子の孫登に爵位を授け、魏の都へ呼び寄せて人質にしようとした。孫権は、孫登がまだ幼いという理由で、上書して孫登の爵位を辞退するため、沈珩に智謀があって、外交交渉の手腕もあるところから、沈珩を使者として魏に遣わして辞りを陳べさせ、併せて呉の土産物を献上した。
魏の文帝が沈珩に尋ねた。「呉は魏が江東に兵を進めると疑っておるのか？」沈珩は「そのようなことは疑っておりません」と答えた。文帝は「なぜだ？」と尋ねた。沈珩は「信に旧き盟約をばに恃み、ここに旧き好みに帰す――それゆえ疑ったりいたしません。ただもし魏が盟約を違えられるときには、もちろんその備えがございます」と答えた。文帝は次のようにも尋ねた。「呉の太子が（人質として）こちらに来ることになっていると聞いたが、たしかだろうか？」沈珩は「臣は江東の朝廷にあって、朝会に坐することもなく、御宴にも与らぬ身ゆえ、そうした議論はなにも聞いておりません」文帝は沈珩のこうした応対を喜んで、沈珩を側近くに招くと、終日語り合った。沈珩はすべてにおいてすばやく受け答えをし、言葉につまったりすることは一度もなかった。
沈珩は呉に還ってあとに孫権に上言した。「臣が密かに調査いたしましたところ、侍中の劉曄はしばしば魏のために姦計を設けております。魏が盟約をいつまでも誠実に守るということはございますまい。臣が聞いております兵家の旧論に、『敵がこちらを犯さないことは恃みにしてはならない。自分に敵から犯されないだけの実力があることを恃みとするべし』とあります。今、わが朝廷のために先々のことを思いめぐらせまするに、ひとまずは民衆を労役にかり出すのをやめられ、ひたすら農耕養蚕を奨励されて軍需物資を厚くなされますように。また、船や車を整備し、兵器戦具の増産をはかって、すべてにゆきわたらせますように。加えて、兵士や民衆を大切にして、おのおのに所を得た仕事を与えられ、優れた人材を招き寄せ、武将たちを励まされますように。そうされますとき、天下を窺うことも不可能ではございません」。
沈珩は使者としての使命をよく果たしたということで、永安郷侯に封ぜられ、官位は少府にまで昇ったという。
陸機の『弁亡論』では、呉での使者の任に当たる代表的な人物として、趙咨と共に沈珩の名前が挙げられている。